# USS Slater (DE-766)
USS Slater (DE-766) là một tàu hộ tống khu trục lớp Cannon từng phục vụ cùng Hải quân Hoa Kỳ trong Chiến tranh Thế giới thứ hai. Nó là chiếc tàu chiến duy nhất của Hải quân Hoa Kỳ được đặt cái tên này, theo tên thủy thủ Frank Olga Slater (1920-1942), người từng phục vụ trên tàu tuần dương hạng nặng San Francisco (CA-38), đã tử trận trong trận Hải chiến Guadalcanal vào ngày 12 tháng 11, 1942 và được truy tặng Huân chương Chữ thập Hải quân. Nó đã phục vụ cho đến khi chiến tranh kết thúc, xuất biên chế năm 1946, rồi được chuyển cho Hải quân Hy Lạp năm 1952, và tiếp tục phục vụ như là chiếc Aetos (D01) cho đến năm 1991. Được hoàn trả cho Hoa Kỳ vào năm 1993. USS Slater hiện là một tàu bảo tàng trên sông Hudson tại Albany, New York; nó được công nhận là một Di tích Lịch sử Quốc gia Hoa Kỳ vào ngày 7 tháng 5, 1998 và trở thành một Danh lam Lịch sử Quốc gia Hoa Kỳ từ ngày 2 tháng 3, 2012.

## Thiết kế và chế tạo
Lớp Cannon có thiết kế hầu như tương tự với lớp Buckley dẫn trước; khác biệt chủ yếu là ở hệ thống động lực Kiểu DET (diesel electric tandem). Các động cơ diesel đặt nối tiếp nhau dẫn động máy phát điện để cung cấp điện năng quay trục chân vịt cho con tàu. Động cơ diesel có ưu thế về hiệu suất sử dụng nhiên liệu, giúp cho lớp Cannon cải thiện được tầm xa hoạt động, nhưng đánh đổi lấy tốc độ chậm hơn.
Vũ khí trang bị bao gồm ba pháo 3 in (76 mm)/50 cal trên tháp pháo nòng đơn có thể đối hạm hoặc phòng không, một khẩu đội pháo phòng không Bofors 40 mm nòng đôi và tám pháo phòng không Oerlikon 20 mm. Vũ khí chống ngầm bao gồm một dàn súng cối chống tàu ngầm Hedgehog Mk. 10 (có 24 nòng và mang theo 144 quả đạn); hai đường ray Mk. 9 và tám máy phóng K3 Mk. 6 để thả mìn sâu. Con tàu vẫn giữ lại ba ống phóng ngư lôi Mark 15 21 inch (533 mm). Thủy thủ đoàn đầy đủ bao gồm 15 sĩ quan và 201 thủy thủ.
Slater được đặt lườn tại xưởng tàu của hãng Tampa Shipbuilding Company ở Tampa, Florida vào ngày 9 tháng 3, 1943. Nó được hạ thủy vào ngày 20 tháng 2, 1944, được đỡ đầu bởi bà Lenora Slater, mẹ của thủy thủ Slater và nhập biên chế cùng Hải quân Hoa Kỳ vào ngày 1 tháng 5, 1944 dưới quyền chỉ huy của Hạm trưởng, Thiếu tá Hải quân Marcel Jacques Blancq.

## Lịch sử hoạt động

### USSSlater
Sau chuyến đi chạy thử máy tại vùng biển phụ cận Bermuda vào tháng 6, 1944, Slater được phái đến Key West, Florida để phục vụ như một tàu mục tiêu huấn luyện và như tàu huấn luyện cho Trường Sonar Hạm đội. Cho đến cuối năm 1944, nó đã thực hiện hai chuyến hộ tống vận tải khứ hồi sang các cảng Anh Quốc; và con tàu còn tiếp tục hoạt động trong vai trò này từ tháng 1 đến tháng 5, 1945.
Sau khi chiến tranh kết thúc tại Châu Âu, Slater khởi hành để đi sang Mặt trận Thái Bình Dương, ghé qua vịnh Guantánamo, Cuba trên đường đi. Con tàu băng qua kênh đào Panama vào ngày 28 tháng 6, và có chặng dừng tại San Diego, California trước khi đi đến Trân Châu Cảng. Nó lên đường hướng sang khu vực Tây Thái Bình Dương, gia nhập Đơn vị Đặc nhiệm 33.2.4 tại Manila, Philippines vào tháng 9, và hộ tống đơn vị này đi đến Yokohama, Nhật Bản. Chiếc tàu hộ tống khu trục tiếp tục hỗ trợ các hoạt động tại khu vực Tây Thái Bình Dương cho đến hết năm đó, rồi băng ngược kênh đào Panama để quay trở về vùng bờ Đông, đi đến Norfolk, Virginia để chuẩn bị xuất biên chế. Nó được đưa về hạm đội dự bị tại Green Cove Springs, Florida vào năm 1947.

### Aetos(D01)
Vào ngày 1 tháng 3, 1951, theo khuôn khổ học thuyết Truman, Slater được chuyển giao cho Hy Lạp và phục vụ cùng Hải quân Hoàng gia Hy Lạp như là chiếc Aetos (D01). Cùng với ba tàu hộ tống khu trục khác cùng thuộc lớp Cannon được chuyển giao, chúng hình thành nên chi hạm đội làm nhiệm vụ tuần tra khu vực phía Đông biển Aegean và quần đảo Dodecanese, cũng như phục vụ vào việc huấn luyện học viên sĩ quan. Sau khi Aetos ngừng hoạt động vào năm 1991, Hy Lạp trao tặng con tàu cho hiệp hội Destroyer Escort Sailors Association của Hoa Kỳ để bảo tồn con tàu.

### Tàu bảo tàng

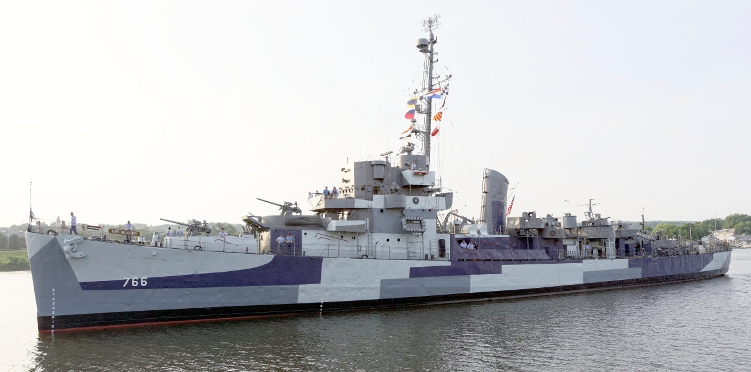

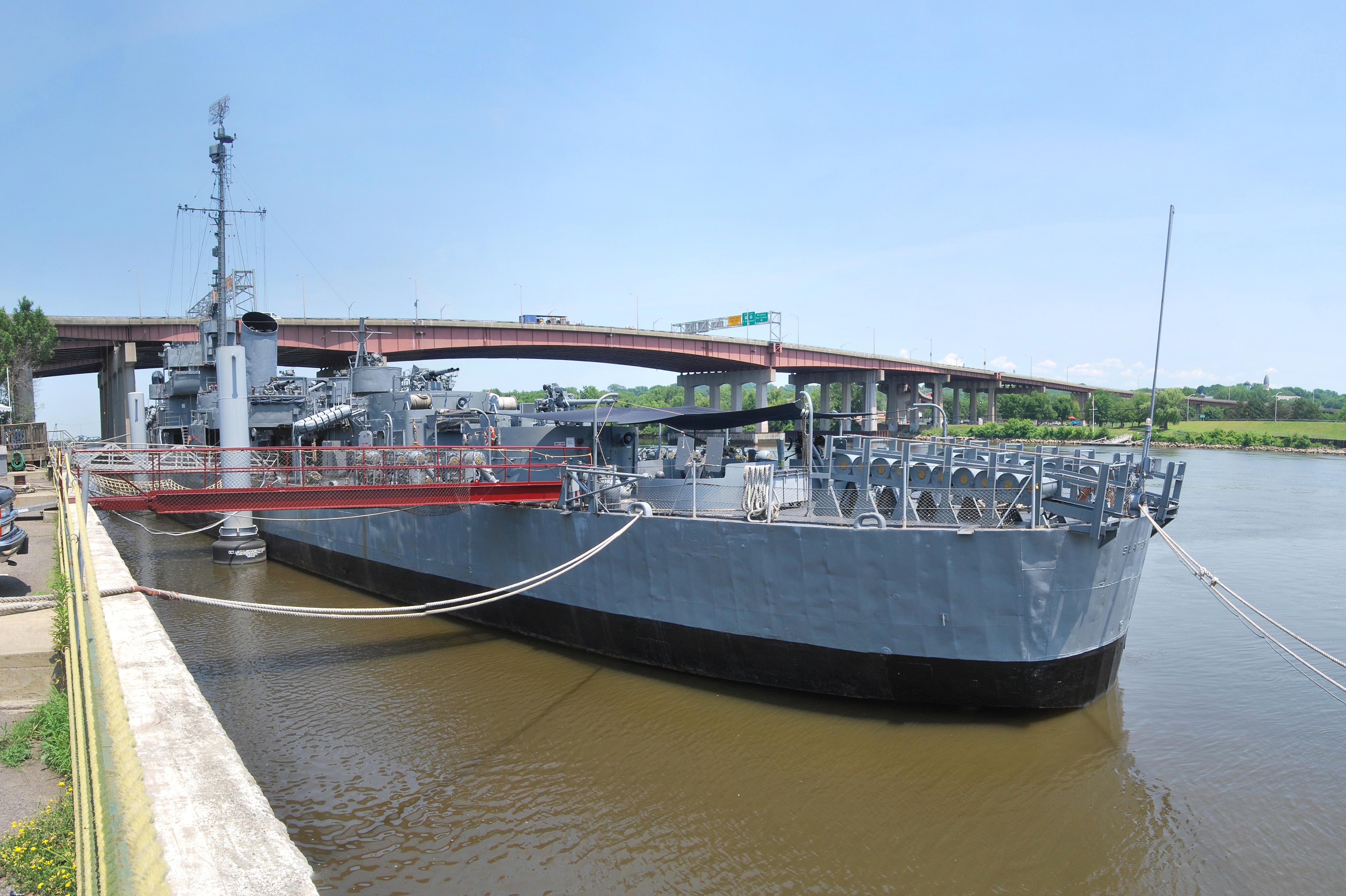
Slater tại Albany vào năm 2011

Những cựu thành viên thủy thủ đoàn các tàu hộ tống khu trục trên cả nước Mỹ đã quyên góp được hơn 250.000 Đô-la nhằm đưa Slater quay trở về Hoa Kỳ và phục chế nó thành một tàu bảo tàng. Một tàu kéo đi biển của Nga đã kéo con tàu từ Crete đến thành phố New York vào năm 1993, và neo đậu tạm thời cạnh tàu sân bay USS Intrepid trong khi tìm kiếm một địa điểm thích hợp. Những người tình nguyện bắt đầu phục chế lại con tàu, vì Slater đã nhiều lần được tái trang bị trong suốt thời gian dài phục vụ cho hải quân hai nước. Một đường ray thả mìn và hai máy phóng "K-gun" đã bị tháo dỡ, hai khẩu đội Bofors 40 mm nòng đôi được bổ sung, và mười khẩu Oerlikon 20 mm nòng đơn được thay bằng chín khẩu nòng đôi.
Albany, New York cuối cùng được chọn làm nhà mới cho Slater; nó được kéo đến cảng Albany vào ngày 26 tháng 10, 1997. Vào ngày 7 tháng 5, 1998, Slater được công nhận là một Di tích Lịch sử Quốc gia Hoa Kỳ. Công việc phục chế nó tiếp tục là một dự án kéo dài; vào tháng 1, 2006, một thợ hàn bất cẩn đã gây ra một đám cháy gây thiệt hại nhẹ cho con tàu, công việc sửa chữa các hư hại hoàn tất trong vòng vài tháng. Slater được công nhận là một Danh lam Lịch sử Quốc gia Hoa Kỳ từ ngày 2 tháng 3, 2012.
USS Slater hiện là một tàu bảo tàng trên sông Hudson tại Albany, New York, là chiếc duy nhất của kiểu tàu này còn nổi tại Hoa Kỳ. Tính đến  tháng 4 năm 08 có không quá 12 chiếc tàu hộ tống khu trục còn sống sót khắp thế giới, trong đó Slater là chiếc duy nhất còn giữ lại cấu hình thời Thế Chiến II.

## Phần thưởng
Nguồn: Navsource Naval History
|  |  |  |
|  |  |  |

| Huân chương Chiến dịch Hoa Kỳ                 |                                                    |                                      |
| Huân chương Chiến dịch Châu Á-Thái Bình Dương | Huân chương Chiến dịch Châu Âu-Châu Phi-Trung Đông | Huân chương Chiến thắng Thế Chiến II |